# Cheval en République centrafricaine
Le cheval en République centrafricaine est vraisemblablement présent dans ce secteur depuis la période pré-coloniale, amené par les Peuls (Fulani) dans le cadre du commerce avec les populations du Soudan. La cérémonie fastueuse de Jean-Bedel Bokassa, qui importe pour l'occasion huit chevaux blancs du haras du Pin en France, en 1977, a marqué les esprits. L'unique race de chevaux élevée sur le territoire centrafricain est le Dongola.

## Histoire

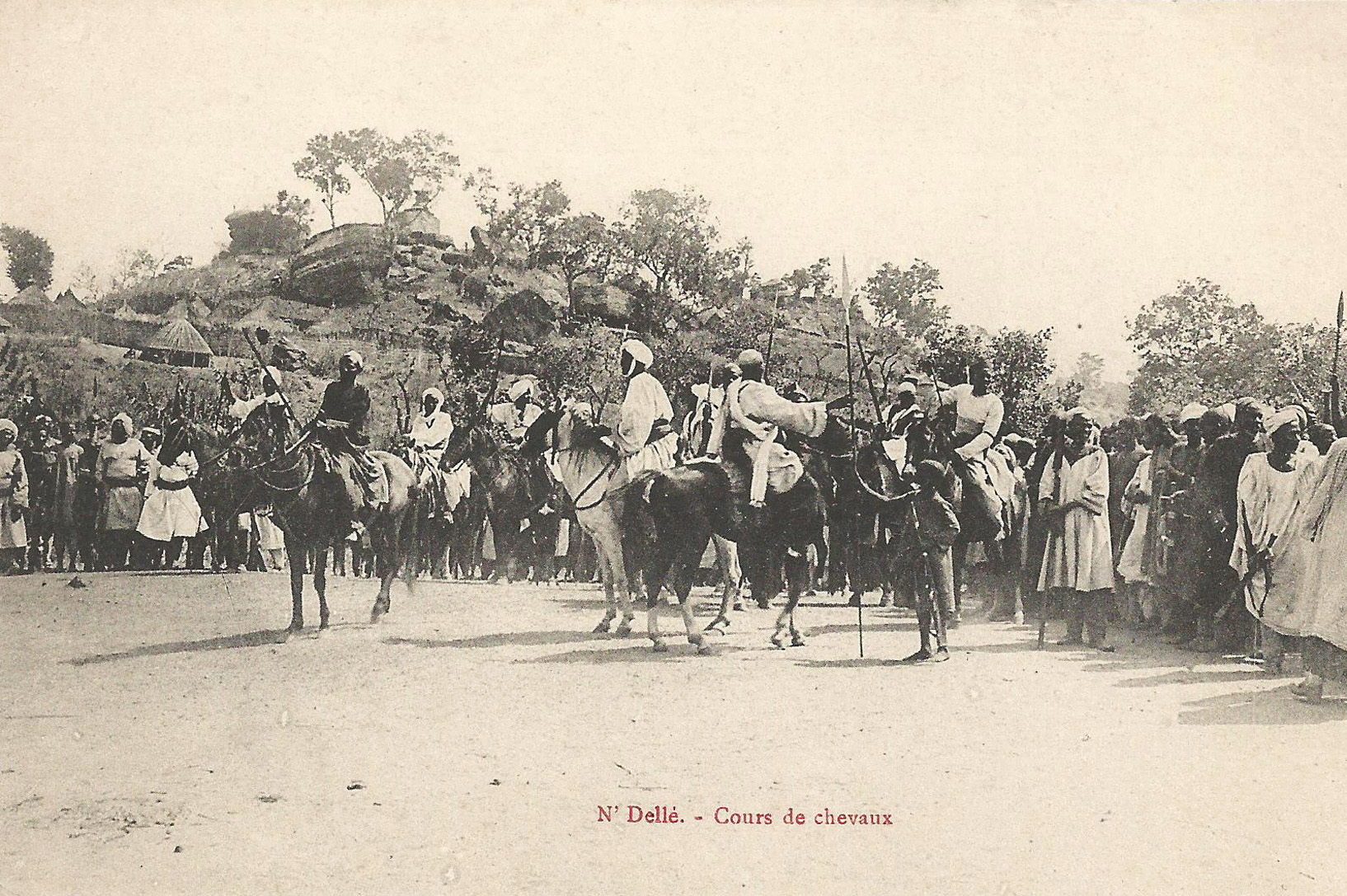
Cour traditionnelle avec des cavaliers à Ndélé.

Le cheval provient vraisemblablement du Nord-Est, au Soudan, dans le cadre de commerce régulier dans la région du lac Tchad, puis plus au sud, notamment de la part des Fulani (Peuls). Il est donc déjà présent durant la période pré-coloniale.
D'après Jean-Louis Gouraud, pour sa cérémonie d'auto-couronnement impérial du 4 décembre 1977, Jean-Bedel Bokassa, fasciné par Napoléon Ier, a fait apporter à Bangui des chevaux blancs depuis la France, pour les atteler à son carrosse,. À la fin de la cérémonie, le nouvel empereur a remonté les rues de Bangui à bord de son carrosse de bronze et d'or, tiré péniblement par huit chevaux importés du haras national du Pin, en Normandie, et envoyés par l'Élysée. Deux chevaux meurent lors du trajet, ce qui contraint la famille impériale à parcourir les derniers mètres en limousine,. Tous ces chevaux sont ensuite morts en raison du climat.
La sous préfecture de Markounda est le théâtre d'affrontements en 2014 entre des bandes de Seleka et d'Anti-balaka, qui se déplacent à cheval et à moto. Il semble que ce soient majoritairement les Seleka qui se déplacent à cheval, et tuent les cultivateurs musulmans à vue.
En janvier 2019, des tensions vives éclatent entre les éleveurs peuls et les Anti-balaka à Ndanga : les Anti-balaka ont volé un cheval appartenant à un éleveur Peul handicapé lors d'un assaut, puis, de retour dans leur village, ont tué ce cheval et vendu sa viande aux villageois sur le marché local. Les Peuls ont ensuite envoyé une note aux villageois pour demander la restitution immédiate du cheval ou 1 million de francs CFA en dédommagement à son propriétaire : le vol de ce cheval, don de la communauté Peul à son propriétaire handicapé, est considéré comme un crime.

## Pratiques

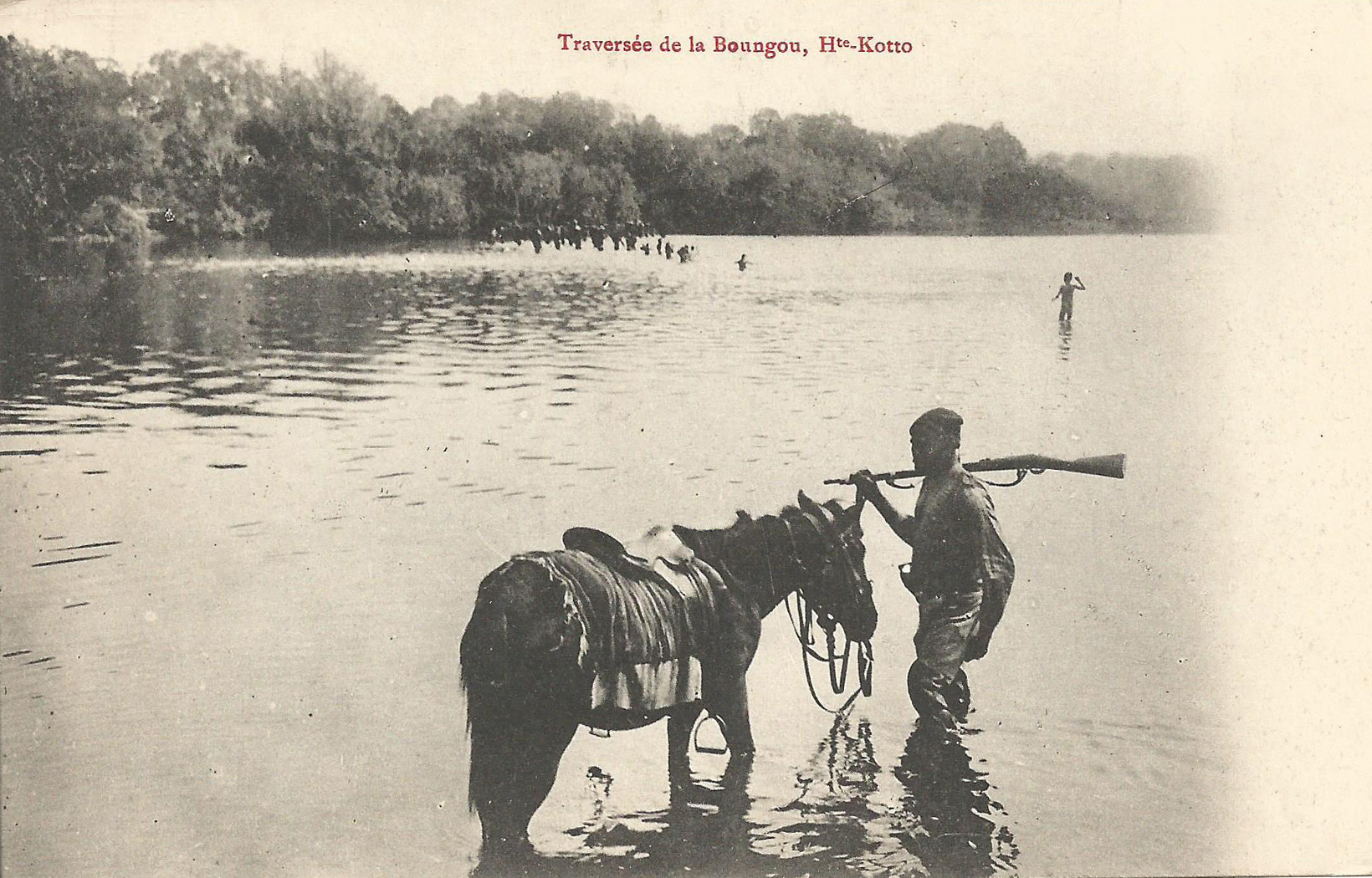
Traversée de la rivière Boungou, en Haute-Kotto.

Des sports équestres sont pratiqués. En 1988, le coût annuel pour pratiquer l'équitation en République centrafricaine était d'environ 100 000 francs CFA, auxquels il faut ajouter 20 000 francs CFA pour l'assurance. De même, la pension d'un cheval chez un propriétaire coûtait environ 32 000 francs CFA / mois, et dans un club, 40 000 francs CFA / mois.
D'après l'imam de la grande mosquée de Bangui (1978), la viande de cheval n'est pas consommée par les populations musulmanes, en particulier par les Malékites, car le Coran l'interdit.

## Élevage
D'après la base de données DAD-IS, la République centrafricaine compte une seule race spécifique de chevaux élevée sur son territoire, le Dongola. La situation de la race Dongola en République centrafricaine est inconnue. Les activités d'élevage sont gérées par la Fédération nationale des éleveurs centrafricains.
Le cheptel est régulièrement parasité par des tiques. La lymphangite épizootique du cheval (Histoplasma farciminosum (sv)) est également un frein majeur à l'élevage ; les Mbororo des familles Djafun et Bodaabe disposent d'un vocabulaire spécifique (en fulfuldé) pour désigner cette maladie.

## Culture
Le cheval est cité dans le vocabulaire de la langue banda-linda, que ce soit dans son vocabulaire courant, ou dans les contes traditionnels : il y sert de monture et court pour son maître au risque de tomber d'épuisement. Il est également cité dans la poésie traditionnelle centrafricaine.